# ARB BCeh 2/3
 (août 2023).
La BCeh 2/3 6 est une automotrice à crémaillère, mise en service en 1911 par la compagnie Arth-Rigi-Bahn (ARB). Désormais dénommée BCFhe 2/3 et entretenue comme véhicule historique par les Chemins de fer du Rigi, elle est la plus ancienne automotrice à crémaillère encore en service dans le monde.

## Historique
L'automotrice fut acquise en 1911 par l'ARB, car son parc de véhicules ne suffisait plus. Par rapport aux BCeh 2/4 3-5 acquises en 1907, elle fut dotée d'une caisse entièrement fermée, afin que le séjour dans la voiture soit agréable par temps humide et froid. LA BCeh 2/4 6 put ainsi être utilisée dans les saisons pleines et creuses. La Fabrique suisse de wagons (de) à Schlieren (SWS) et la Société suisse de construction de locomotives et de machines à Winterthur (SLM) réalisèrent la caisse et la partie mécanique, tandis que la Fabrique de machines d'Oerlikon (MFO) fournit et monta l'équipement électrique. Comme c'était déjà la tradition à l'ARB, cette automotrice fut également équipée d'un compartiment à bagages.
Comme la compagnie n'était alors pas en mesure de financer elle-même le véhicule, ce dernier fut payé par un consortium et seulement loué dans un premier temps par l'ARB, avant que cette dernière ne rembourse successivement les 49 400 CHF qu'avait coûté l'automotrice.
Pour que l'automotrice puisse être remisée, il fallut rallonger de deux mètres le pont transbordeur d'Arth-Goldau.
L'automotrice avait été construite de manière si robuste et puissante qu'elle pouvait transporter de nombreuses marchandises lourdes (parfois avec une voiture de tête (de)). Il n'était donc plus nécessaire de recourir aux locomotives à vapeur.

## Renommages
Au fil des années, l'automotrice reçut régulièrement de nouvelles désignations. Désignée BCeh 2/3 à sa livraison, elle devint successivement CFeh 2/3 en 1946, BFeh 2/3 en 1956, BDeh 2/3 en 1962 et finalement BDhe 2/3 en 1966. Sa désignation actuelle en tant que véhicule historique est BCFhe 2/3.

## Transformations et restauration
En 1939, l'automotrice 6 fut transformée et modernisée. La puissance fut augmentée de 260 CV à 530 CV, ce qui permit de faire passer la vitesse de 12 km/h à 15 km/h. 
En 1986, le conseil d'administration décida de rénover l'automotrice, afin qu'elle puisse être utilisée pour des courses spéciales et nostalgiques. Le financement de cette rénovation, qui coûta 432 000 CHF environ, fut assuré par un comité de patronage. La caisse de l'automotrice fut entièrement reconstruite dans les ateliers de l'ARB et l'aménagement intérieur réalisé par l'entreprise Ramseier & Jenzer. La machine rénovée fut enfin présentée aux actionnaires lors de l'assemblée générale du 29 mai 1990.

## Livrée
La livrée d'origine était blanche avec de grandes lettres ARB sur l'avant et le nom de la compagnie en dessous des fenêtres, encadré par le numéro 6. Lors de la première transformation en 1939, elle reçut la livrée blanche-bleue qui fut celle de la compagnie pendant longtemps par la suite. Avec la rénovation de 1988 à 1990, elle retrouva sa couleur d'origine qu'elle conserve encore de nos jours.